# Гімназія нових технологій навчання

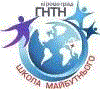
Лого ЛНТН

Ліцей нових технологій навчання (ЛНТН) — середня загальноосвітня школа I—III ступенів з поглибленим вивченням інформатики, розташована у Беляєвському районі міста Кропивницького, Україна. Заснована у 1992 році як Лабораторія нових технологій навчання. Є в числі найкращих кіровоградських шкіл (2-ге місце серед 39-ти)

## Історія ЛНТН
1 вересня 1992 року в новостворену структуру — вступили 30 учнів 6 класу та 60 учнів п'ятого класу. 17 листопада 1992 року при кібернетико-технічному коледжі офіційно оформлено створення науково-дослідної лабораторії нових змістів і підходів до навчання (НДЛ).
У 1993 році НДЛ перейменовано у відділення нових технологій навчання (ВНТН) при експериментальному навчально-науковому педагогічному комплексі на основі наказу МО від 21.12.1993 року № 456. Діє відділення нових технологій навчання на підставі Положення, відповідно до Статуту ННПК.
Навчальні робочі плани затверджувались в обласному управлінні освіти і науки Кіровоградської обласної державної адміністрації, погоджувались в обласному інституті післядипломної освіти, управлінні освіти Кіровоградської міської ради.
Перші кроки існування ВНТН були періодом становлення, часом випробувань та досягнень.
З першого року існування у нашому закладі створено телерадіоцентр. Уся територія відеофікована. Станом на 2016 рік у медіатеці ГНТН зберігається та використовується під час навчально-виховного процесу близько 10000 записів (авторських відеофільмів, навчальних програм для дистанційного навчання, науково-популярних, хронікальних та художніх фільмів, записів виховних заходів). Будь-яка тема, наприклад з історії, має відеосупровід, оскільки відеозаписів з цього предмету — близько 1000 одиниць.
Також з 1992 року функціонує музей історії культури та освіти Кіровоградської області. Через рік на території закладу розгорнута галерея картин народного митця Федора Шабали (близько 500 полотен), яку він подарував нашій школі.
У закладі з 1992 року введена (першими в Україні) система тестового опитування. Тести авторські, створювалися педагогами школи у програмі-оболонці, розробленій спеціально для нас.
За роки існування ВНТН на його базі було проведено понад 150 міських, обласних, республіканських та міжнародних семінарів, науково-практичних конференцій, круглих столів, майстер-класів для молодих спеціалістів, студентів Центральноукраїнського педагогічного університету ім. В.Винниченка, обмін досвідом з вчителями міста, області та республіки (Одеса, Херсон, Харків, Київ, Львів, Ялта).
Відбулося багато зустрічей з педагогічними делегаціями із зарубіжних країн (Велика Британія, Німеччина, США, Канада, Китай).
Прикладом для педагогів є його завідувачка Краснова Л. С., яка в 1997 році отримала перемогу у Міжнародному дитячому центрі «Артек» під егідою Міжнародної асоціації педагогів світу «Освіта без кордонів».
Завдяки використанню варіативної складової навчального плану та з метою профорієнтаційної підготовки учнів, вибору професії в 1997 році адміністрацією ВНТН було відкрито профільний правовий клас, який допоміг учням на третій ступені навчання (10-11 класів) професійно визначитись і по закінченню школи отримати спеціальність «помічник керівника-референт».
Така система організації навчально-виховного процесу надала можливості всім випускникам ВНТН вступати до вищих навчальних закладів правового профілю.
Творчі напрацювання педагогів ВНТН отримали визнання керівників владних структур різних рівнів, і в 1999 році саме працівникам ВНТН було доручено представляти систему роботи шкіл Кіровоградської області на виставці «Україна — крок у нове тисячоліття», що проходила на виставці досягнень народного господарства у Києві.
З 1999 по 2003 роки педагоги ВНТН брали участь у виставках інноваційних педагогічних технологій у Міжнародному дитячому центрів «Артек» в рамках проекту щорічного Міжнародного конкурсу вчителів.
2004 рік — на базі ВНТН засновано гімназію нових технологій навчання (ГНТН).
З 2023 року перейменована на Ліцей нових технологій навчання.

## Досягнення ЛНТН
Протягом 2015/2016 навчального року 31 учень навчального закладу здобув перемогу на II етапі Всеукраїнських олімпіад з базових дисциплін: української мови та літератури, польської мови, російської мови, англійської мови, математика, інформатики, історії, біології, хімії, інформаційних технологій, географії, фізики, правознавства та 12 учнів стали призерами III (обласного) етапу з таких предметів: української мови та літератури, російської мови, англійської мови, математики, історії, біології, хімії, інформаційних технологій. Учениця 11 класу Нічишина Наталя виборола право стати учасником IV (Всеукраїнського) етапу олімпіад з української та російської мови та отримала стипендію Кабінету Міністрів України. Учениця 8-2 класу Оглоб'як Анна посіла ІІІ місце на IV (Всеукраїнському) етапі олімпіади з біології.
У 2015 році учень 11-го класу Василенко Артем, склавши ЗНО-2015 з математики (базовий рівень), набрав 200 балів, а у 2016 році учениця 11 класу Тертична Анастасія з української мови набрала 199 балів.
За рейтинговими оцінками сайту EDUMETR серед 7800 шкіл України, що складали ЗНО, за 2010—2014 роки гімназія посідає 1-е місце у місті, 1-е в області і 208-е в Україні.
За офіційними даними Українського центру оцінювання якості освіти у 2016 році ГНТН посіла 1 місце серед шкіл Кропивницького по ЗНО з української мови, історії та математики та має середній бал ЗНО з трьох предметів — 9.3.

## Участь в конкурсах та фестивалях
Команди учнів та педагогів щороку беруть участь у Міжнародних та Всеукраїнських конкурсах та фестивалях:
- Міжнародному фестивалі дитячої демократії, телебачення, преси та творчості «Золота осінь Славутича» м. Славутич, Київська область;
- Міжнародному фестивалі творчості молоді «Фолькові інспірації», м. Лодзь, Польща;
- Міжнародному конкурсі дитячої фотографії «Мой любимый город. Как я его вижу», м. Мінськ, Республіка Білорусь;
- Міжнародному дитячому фестивалі «Змінимо світ на краще!», МДЦ «АРТЕК», АРК Крим, МДЦ «АРТЕК.UA», смт Пуща-Озерна, Київська область;
- Міжнародному фестивалі «Новые вершины», м. Мінськ, Республіка Білорусь;
- Міжнародному фестивалі творчості «Лето с Золак», м. Мінськ, Республіка Білорусь;
- Міжнародному конкурсі-фестивалі дитячої та юнацької журналістики «Прес-Весна на Дніпрових схилах», м. Київ;
- Міжнародному бліц-конкурсі з WEB-дизайну, м. Вінниця;
- Міжнародних програмах обміну учнів між навчальними закладами Польщі та України;
- Всеукраїнському фестивалі юних журналістів «АРТЕК+», МДЦ «АРТЕК», АРК Крим, МДЦ «АРТЕК-Буковель», курорт «Буковель», Івано-Франківська область;
- Всеукраїнському конкурсі дитячо-юнацької творчості «Безпека в житті — життя у безпеці»;
- Щорічному навчально-оздоровчому зборі на березі Чорного моря «Відлуння Прес-весни», смт Сергіївка, Одеська область;
- Екскурсії до Польщі, Австрії, Угорщини, Чехії та Словаччини.